# Malaltia de Pelizaeus-Merzbacher
La malaltia de Pelizaeus Merzbacher  és una malaltia hereditària rara del sistema nerviós central que es caracteritza per pèrdua progressiva del greix de la beina de mielina que cobreix les fibres nervioses del cervell, i les glàndules adrenals. Juntament amb altres malalties se la classifica dins del grup de les leucodistròfies.

## Simptomatologia
Els primers símptomes de la malaltia de Pelizaeus Merzbacher són nistagmes (espasmes dels músculs de l'ull que produeix moviments oculars involuntaris) i moviments de cap, progressant a paràlisi, espasticitat, atàxia, demència, convulsions i atròfia del nervi òptic.
En general s'hereta com un tret recessiu lligat al sexe que afecta a homes, però en dones s'han descrit alguns casos d'herència dominant.

## Diagnòstic
El diagnòstic diferencial s'ha de fer amb altres malalties desmielinitzants, o amb malalties metabòlic degeneratives com les malalties de Leigh, Leber i Zellweger, la síndrome de Sjögren-Larson, l'esclerosi múltiple, la distròfia muscular congènita, la condrodisplàsia punctata rizomiélica i les encefalitis adquirides.